# Иоасаф (Лелюхин)
Митрополи́т Иоаса́ф (в миру Вита́лий Миха́йлович Лелю́хин; 28 апреля 1903, село Дубасищи, Ельнинский уезд, Смоленская губерния — 24 апреля 1966, Киев) — епископ Русской православной церкви, митрополит Киевский и Галицкий, Экзарх Украины.

## Биография
Родился 28 апреля 1903 года в селе Дубосищи (ныне — в Глинковском районе Смоленской области) в семье будущего священника. Внучатый племянник архиепископа Японского Николая (Касаткина).
Закончил Вяземское духовное училище и поступил в Смоленскую духовную семинарию, окончить которую не смог, так как она была закрыта советской властью. В 1919—1920 годы обучался в Смоленском государственном университете, но тяжёлое материальное положение многочисленной семьи отца вынудило его оставить занятия и поступить на гражданскую службу. 
Состоял в обновленческом расколе, где в 1923 году принял священническое рукоположение его отец. Служил как иподиакон и секретарь обновленческого епископа Смоленского Алексея Дьяконова. 
С 1926 года проживал на Украине. Заочно учился в Харьковском отделении Московского института связи. Служил как псаломщик и регент хора в Вознесенском соборе г. Днепропетровска. С осени 1935 года начал сотрудничать с НКВД как агент под кличкой «Сокол».
Был рукоположён обновленцами во священника епископом на покое Георгием Константиновским в декабре 1941 года, но очень скоро решил оставить обновленческое движение и присоединиться к УАПЦ или Украинской автономной православной церкви. 
15 августа 1942 года был повторно рукоположён во диакона, а 16 августа — во священника. По одним сведениям, был рукоположён архиереем Украинской автокефальной православной церкви Геннадием (Шипринкевичем), по другим — подчинялся епископу Днепропетровскому Димитрию (Магану) в юрисдикции автономной Украинской православной церкви, находившейся в каноническом общении с Московским патриархатом.
Служил настоятелем храмов в сёлах Елизарово, Широкое, Лоцманская Каменка Днепропетровской области.
После изгнания немецких войск архиепископ Днепропетровский и Запорожский Андрей (Комаров) присоединил в 1944 году священника Виталия Лелюхина к Русской православной церкви. Возведён в сан протоиерея. Назначен настоятелем Благовещенской церкви Днепропетровска и руководил её восстановлением.
В 1950 году назначен настоятелем Николаевского молитвенного дома в посёлке Амур в черте города Днепропетровска.
С 1957 года затем был священником Троицкого кафедрального собора в Днепропетровске и секретарём епархиального управления при архиепископе Днепропетровском и Запорожском Гурии (Егорове).

## Архиерейское служение
В 1958 году избран решением Священного Синода избран епископом Сумским и Ахтырским, после чего пострижен в монашество с именем Иоасаф и возведён в сан архимандрита.
17 августа 1958 года хиротонисан во епископа Сумского и Ахтырского. Поскольку он имел скандальную репутацию, об его хиротонии не было публикации в «Журнале Московской Патриархии» и его хиротония состоялась не в Москве или Киеве, а в Днепропетровске. Хиротонию совершили архиепископ Днепропетровский Гурий (Егоров) и епископы Кировоградский Иннокентий (Леоферов) и Полтавский Алипий (Хотовицкий).
С 21 мая 1959 года — епископ Днепропетровский и Запорожский. Иоасаф отличался тем, что не только не давал рекомендаций молодым людям, желавшим поступить в духовные семинарии, но и немедленно оповещал уполномоченного о таких кандидатах, никого не посвящал из местного населения в священники и дьяконы, никаких общих совещаний с духовенством не проводил, беспрекословно выполнял требования уполномоченного, немедленно ставил его в известность о случаях «проявления активизации со стороны отдельных церковнослужителей», мер, направленных на пополнение кадров и перемещение священнослужителей с целью укрепления приходов, не принимал.
Впоследствии архиепископ Калужский Ермоген (Голубев) в приложении к своему открытому письму на имя патриарха Алексия I подверг критике действия Иоасафа как архиерея: «Будучи хиротонисан во епископа Сумского, способствовал закрытию епархии. Будучи, по закрытии епархии, перемещён на кафедру епископа Днепропетровского и Запорожского, принял епархию с 286 действующими приходами и, будучи через непродолжительное время перемещён на Винницкую кафедру, оставил в Днепропетровской епархии менее 40 приходов, а в Виннице через очень короткое время закрыт был кафедральный собор».
С 14 августа 1961 года — епископ Винницкий и Брацлавский.
12 января 1962 года ему было поручено временное управление Хмельницкой епархией.
Весной 1962 года епископ Иоасаф сопровождал патриарха Алексия в его поездке по Югославии, Болгарии и Румынии.
25 февраля 1964 года возведён в сан архиепископа и награждён правом ношения креста на клобуке.
С 30 марта 1964 года — митрополит Киевский и Галицкий, экзарх Украины и постоянный член Священного синода. На назначении Иоасафа на Киевскую кафедру особо настаивало руководство Совета по делам РПЦ, в связи с чем 2 апреля патриарх Алексий I известил в письме председателя Совета Владимира Куроедова: «Преосвященный Иоасаф — хорошо Вам известный и, что очень важно, преданный Вам, таким образом, оказался наиболее приемлемым кандидатом. И мы на его кандидатуре остановились».
В октябре 1964 года возглавлял делегацию Русской православной церкви на торжествах в Праге, по случаю интронизации митрополита Пражского и всея Чехословакии Дорофея.
С 1965 года состоял членом Общества культурных связей с украинцами за границей.
С 5 февраля по 25 мая 1965 года временно управлял Луганской епархией.
Скончался 24 апреля 1966 года в Киеве. Похоронен на Байковом кладбище.